# Callichroma magnificum
Callichroma magnificum är en skalbaggsart som beskrevs av Dilma Solange Napp och Martins 2009. Callichroma magnificum ingår i släktet Callichroma och familjen långhorningar. Inga underarter finns listade.